# Іванова Людмила Олександрівна
Людми́ла Олекса́ндрівна Качи́нська, у шлюбі Івано́ва (* 28 травня 1951, село Підзамче, нині в складі м. Кам'янець-Подільський) — українська музикознавиця, педагог. Дослідниця педагогічної спадщини композитора Миколи Леонтовича. Кандидат педагогічних наук (1983), доцент (1987).

## Біографічні відомості
Народилася 28 травня 1951 року в сім'ї робітників у селі Підзамче, яке 1957 року ввійшло до складу Кам'янця-Подільського. Навчалася в Кам'янець-Подільській міській дитячій музичній школі (клас баяна), закінчила її 1966 року.
1970 року закінчила Кам'янець-Подільське культурно-освітнє училище (нині училище культури), 1973 року — музично-педагогічний факультет Кам'янець-Подільського педагогічного інституту (нині — Кам'янець-Подільський національний університет).
У 1973—1975 роках — викладачка музичних дисциплін у Кам'янець-Подільському педагогічному інституті. Від 1975 працює в Миколаївському педагогічному інституті (від 1999 року — Миколаївський педагогічний університет, від 2002 року — Миколаївський університет): старша викладачка, від 1986 року — доцент кафедри хорового диригування та методики музичного виховання, від 1998 року — завідувачка кафедри мистецтвознавства. Викладає курси «Методика музичного виховання», «Хорове диригування», «Хорове аранжування», «Хоровий клас».
Кандидатська дисертація «Педагогічна спадщина Миколи Леонтовича» (захистилася 1983 року в Київському науково-дослідному інституті Академії педагогічних наук України).
Учасниця Подільських історико-краєзнавчих і етнографічних конференцій.
Член-кореспондент Академії педагогічних і соціальних наук (Москва).
Дружина музикознавця Володимира Іванова.

## Праці
- М. Д. Леонтович. Практичний курс навчання співу у середніх школах України (з педагогічної спадщини композитора). — К.: Музична Україна, 1989. — 134 с.
- Леонтович — збирач народних пісень. — Миколаїв — Вінниця: ВМГО «Розвиток», 2007 (у співавторстві з Володимиром Івановим).
- Педагогічна діяльність М. Д. Леонтовича на Поділлі // Тези доповідей VI Подільської історико-краєзнавчої конференції. Секція історії дожовтневого періоду. — Кам'янець-Подільський, 1985. — С. 112—113.
- Формування педагогічних поглядів М. Д. Леонтовича у Подільській семінарії // VIII Подільська історико-краєзнавча конференція. Секція історії дожовтневого періоду. — Кам'янець-Подільський, 1990. — С. 34—35.
- Подільський фольклор у записах Ю. Богданова // Проблеми етнографії Поділля. — Кам'янець-Подільський, 1986. — С. 184—185.
- Подільські пісні у записах М. Д. Леонтовича // Проблеми етнографії, фольклору і соціальної етнографії Поділля. — Кам'янець-Подільський, 1992. — С. 83—84.